# ダン・シーハン
ダン・シーハン（Dan Sheehan、1998年9月17日 - ）は、ユナイテッド・ラグビー・チャンピオンシップ、レンスターに所属するラグビーユニオン選手。

## プロフィール
- アイルランド・ダブリン出身。
- ポジションはフッカー(HO)。
- 身長 191cm、体重 111kg
- U20アイルランド代表に選ばれたことがある[1]。
- アイルランド代表キャップは7（2022年3月現在）。

## 略歴
2020年、レンスターに加入。 